# Wolf 1061 c
Wolf 1061 c o WL 1061c es un exoplaneta que se encuentra en la órbita de la zona habitable de la estrella roja Wolf 1061, en la costelación Ofiuco, a una distancia de 13.9921 años luz de la Tierra. Es el segundo planeta, de un sistema planetario de 3 planetas encontrados. Su periodo orbital es de 17.9 días. Es considerado una supertierra, pues se ha estimado que posee un radio de 1.6 veces el de la Tierra.

## Características físicas y habitabilidad
El planeta orbita dentro de la zona de habitabilidad estelar de Wolf 1061 con un periodo orbital de tan solo 17.9 días. Se trata de una supertierra, con una masa mínima de 4.3 veces la de la tierra, y un radio aproximado de 1.6 veces el de la tierra. Esto supone, que la gravedad se presume que sea mayor que en la tierra. De ser un planeta habitado, sus formas de vida serían considerablemente diferentes a las de la tierra, para adaptarse a esa mayor gravedad.
La temperatura de equilibrio es de 223 K. En la tierra es de 255 K. La temperatura en la superficie de la tierra son 33 K más, en total 288 K o 15 Cº. Suponiendo en Wolf 1061 c las mismas condiciones atmosféricas, con 33 K más, la temperatura en la superficie sería de sólo 253 K ó −20 Cº, pero lo más probable es que como Wolf 1061 c posee más masa, y por tanto más gravedad, lo previsible es que pueda atrapar una mayor capa atmosférica que en la Tierra. Esto implica que la temperatura media en la superficie de Wolf 1061 c sea considerablemente mayor.  
Otro posible problema derivado de la proximidad de la órbita a una enana roja, para la existencia de vida, es que el planeta probablemente se encuentre anclado por marea, como la Luna respecto a la Tierra, por lo que no tendría rotación alguna y ofrecería siempre la misma cara a su estrella. De este modo, un hemisferio del planeta siempre estaría expuesto a la luz del día y el otro permanecería eternamente en la oscuridad. La única zona de habitabilidad sería la franja entre el día y la noche. Sin embargo, puede que exista algo de rotación, o que su capa atmosférica sea más densa que en la tierra, facilitando una mayor distribución de la temperatura.

## Galería

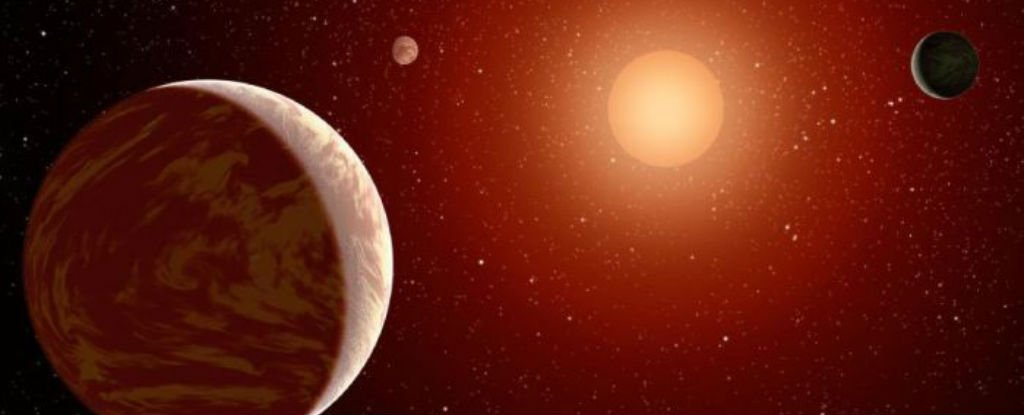
Impresión artística del exoplaneta.